# Pseudoparmelia sphaerospora
Pseudoparmelia sphaerospora är en lavart som först beskrevs av William Nylander och fick sitt nu gällande namn av Mason Ellsworth Hale. 
Pseudoparmelia sphaerospora ingår i släktet Pseudoparmelia och familjen Parmeliaceae. Inga underarter finns listade i Catalogue of Life.